# Iglesia Episcopal de San Miguel (Manhattan)
La Iglesia Episcopal de San Miguel (en inglés, St. Michael's Episcopal Church) es una iglesia episcopal histórica en 225 West 99th Street y Amsterdam Avenue en el Upper West Side de Manhattan en la ciudad de Nueva York (Estados Unidos). La parroquia fue fundada en el sitio actual en enero de 1807, en ese momento en el distrito rural de Bloomingdale. El edificio de estilo neorrománico de piedra caliza, el tercero en el sitio, fue construido entre 1890 y 1891 según los diseños de Robert W. Gibson y se agregó al Registro Nacional de Lugares Históricos en 1996.
El templo también se destaca por sus vitrales Tiffany y sus dos órganos de tubos de acción de rastreador construidos en 1967 por la Organ Company  Rudolph von Beckerath, de Hamburgo. La iglesia tiene una buena acústica.
Además de los servicios anglicanos tradicionales, San Miguel tiene servicios y grupos de oración influenciados por el movimiento de la iglesia emergente.
La venta de derechos aéreos que permitió la construcción de The Ariel permitió a San Miguel financiar una importante restauración.
El 12 de abril de 2016, la Comisión de Preservación de Monumentos Históricos de la Ciudad de Nueva York designó a la iglesia, la casa parroquial y la rectoría como monumentos históricos.
En 2020, reportó 633 miembros, una asistencia promedio de 200 y 756 631 dólares en ingresos por placa y compromiso.

## Historia
Casi única entre las casas de culto del Alto Manhattan, la Iglesia de San Miguel ha estado ubicada exactamente en el mismo sitio durante dos siglos.
El primer edificio era una estructura de marco blanco simple con un campanario, construido para los titulares de bancas de la Iglesia de la Trinidad, en  Manhattan, que buscaban un lugar más conveniente para adorar cerca de sus casas de verano con vista al río Hudson en medio de las granjas en lo que ahora es el Upper West Side. En ese momento, la ciudad de Nueva York estaba confinada al Downtown. Entre la congregación estaba Elizabeth Schuyler Hamilton, viuda de Alexander Hamilton. Un segundo edificio gótico carpintero más grande estuvo en uso desde 1854 hasta 1891. En los años 1840 y 1850 el reverendo Thomas McClure Peters amplió una iglesia misionera en el asentamiento racialmente integrado de Seneca Village, demolido para dar paso a Central Park. En la década de 1850, la esposa del rector, la Sra. William Richmond transformó la casa de John McVickar, anteriormente el centro de una propiedad de sesenta acres al sur de San Miguel, en un "hogar para mujeres abandonadas que no encontraron una mano tendida para ayudarlas" episcopal protestante. Posteriormente, la iglesia fue servida por el hijo y el nieto de Peters, John Punnett Peters. En total, las tres generaciones de Peters dirigieron la parroquia durante 99 años.
El tercer y actual edificio, influenciado por los estilos románico y bizantino y diseñado para albergar a 1500 personas, se inauguró en diciembre de 1891. La iglesia se levanta sobre un terreno antiguamente utilizado como cementerio. Entre los enterrados allí están Richmond, el primer rector de la iglesia. El último entierro fue en 1872. La iglesia actual se erigió después de que se construyera un ferrocarril elevado en Columbus Avenue.
En 1895, Louis Comfort Tiffany recibió el encargo de diseñar e instalar las siete grandes ventanas ojivales que representan la Victoria en el cielo de San Miguel, junto con un altar de mármol. Veinticinco años más tarde, el esquema de diseño general de Tiffany se completó con el mosaico del retablo de la Capilla de los Ángeles que representa a los Testigos de la Redención. Desde la década de 1890 hasta la de 1920, los feligreses donaron vidrieras de estilos eclécticos.
En 1997, la iglesia de San Miguel fue inscrita en el Registro Nacional de Lugares Históricos y el Registro de Lugares Históricos del Estado de Nueva York.
Su rectoría se encuentra en la cabecera del antiguo St. Michael's Lane: la presencia fantasmal de St. Michael's Lane aún se puede rastrear en los callejones traseros a mitad de cuadra y el acceso de servicio entre edificios de apartamentos en varias cuadras al sur de 91st Street.

## Arquitectura y arte

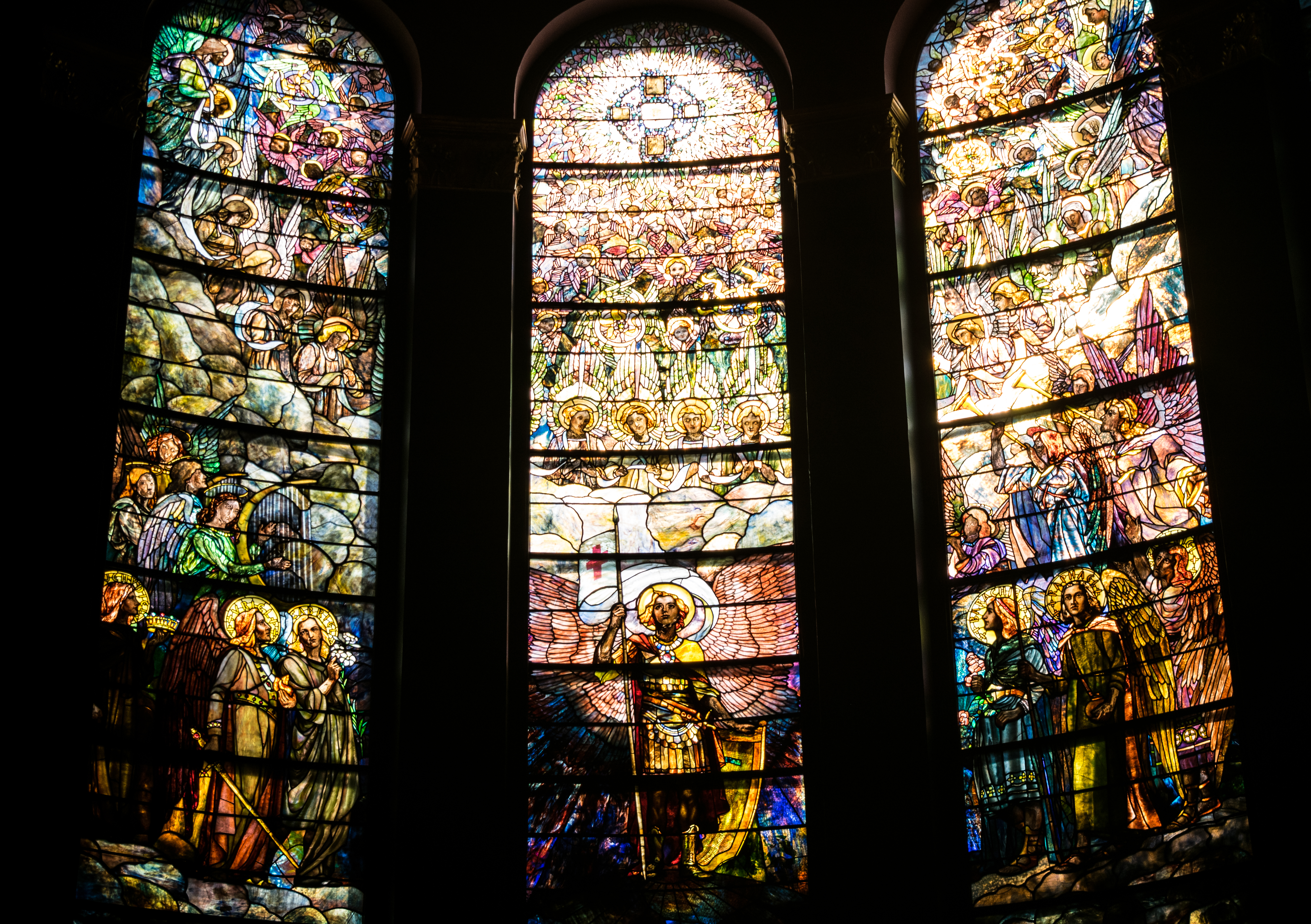
Los vitrales Victoria de San Miguel en el Cielo representan a los siete arcángeles Jehudiel, Uriel, Gabriel, Michael, Barachiel, Raphael, Sealtiel y otros seres celestiales.

La iglesia fue diseñada por el arquitecto Robert W. Gibson.
San Miguel se destaca por las muchas obras de arte creadas para la congregación por los estudios Tiffany. Después de que se completó el edificio de la iglesia, se encargaron e instalaron siete ventanas que mostraban "La victoria de San Miguel en el cielo". Louis Comfort Tiffany diseñó las ventanas que se hicieron en sus estudios con la ayuda de los artistas Clara W. Parrish, Edward P. Sperry, Louis J. Lederle y Joseph Lauber. Posteriormente se instalaron dos vidrieras Tiffany adicionales en la Capilla de los Ángeles, además de un gran mosaico Tiffany detrás del altar. Las decoraciones de Tiffany en el santuario principal incluyen un altar de mármol blanco de Vermont, la baranda del altar, el púlpito y la cúpula del ábside. Las muchas características de Tiffany se instalaron entre 1891 y 1920. Las ventanas fueron restauradas en 1990.
Después de que se restauraron las ventanas, Fine Art Decoration de Nueva York pintó todo el interior de la iglesia con los detalles arquitectónicos seleccionados en una variedad de colores extraídos de las ventanas y los mosaicos.
El campanario románico cuadrado se eleva 160 pies.

## Órgano
En 1967 se instaló un órgano Rudolf von Beckerath.

## Impacto
Durante la mayor parte de su existencia, y hasta el día de hoy, San Miguel ha influido en el desarrollo físico y social de la ciudad de Nueva York. San Miguel fundó al menos seis iglesias de Nueva York, incluida la Iglesia de Todos los Ángeles, ubicada primero en Seneca Village, en lo que ahora es Central Park, y luego en West End Avenue. Después de la Guerra Civil, San Miguel proporcionó espacio y apoyo financiero para la Clínica Bloomingdale gratuita, la Asociación de Enfermeras del Distrito, la Guardería y la Biblioteca Circulante.